# 政治审查
当政府试图通过压制或排挤公众可能通过新闻媒体获得的政治新闻来隐藏、虚假、歪曲或编造信息时，就会存在政治审查。在缺乏中立、客观信息的情况下，人们无法对当权的政府或执政党提出异议。该术语还延伸到系统地压制与当权政府的观点相反的观点。政府往往利用军队和秘密警察迫使记者服从当局的意愿，传播执政当局希望人们相信的故事。有时政治审查亦涉及贿赂、诽谤、监禁乃至暗杀。
Censorship一词由拉丁词censor（監察官）衍生而来 ，这是两个古罗马职位，他们的职责是监督公共行为和道德以“审查”人们的行为。

## 记者监狱报告
根据保护记者委员会《2015年监狱报告》，世界上关押记者人数最多的国家有：
1. 中华人民共和国
2. 埃及
3. 伊朗
4. 土耳其

## 概述
在历史中，许多国家和政党利用政治审查和政治宣传以控制公众。例如，旧制度以实施审查而闻名。
1851年，拿破仑三世称帝。富裕阶层立即在他身上看到了一种保护他们特权的方法（这些特权早在1848年法国二月革命中便已陷入危机），这迫使上级重新组织社会阶层。这是一个从报纸到戏剧等文化作品都被审查的时代。
直到米哈伊尔·戈尔巴乔夫就任苏联最高领袖，苏联才出现独立媒体。所有报道皆受控于苏共。苏联主要报纸《真理报》几乎处于垄断地位。只有由亲苏共产党运营的外国报纸可以进入苏联。
古巴媒体在古巴共产党革命方向部的监管下运行，该部“制定和协调宣传战略”。
1973年，乌拉圭爆发军事政变，国家施行审查制度（例如作家爱德华多·加莱亚诺被监禁，后被迫流亡）。他的著作《拉丁美洲被切开的血管》被乌拉圭右翼军政府禁止（本作在智利和阿根廷亦被禁）。
许多国家的竞选财务法对候选人和政治问题的言论设有限制。在联合公民诉联邦选举委员会案中，美国最高法院发现许多类似的限制属于违宪的审查形式。

## 新加坡

### 电影
《新加坡共和国电影法》第三十三条规定“禁止制作、发行和放映政党政治电影”，违者可处以十万美元以下罚金或两年以下有期徒刑。该法案中“政党政治电影”规定适用于任何电影或录像带。
2001年，关于反对派政治家約舒亞·本傑明·惹耶勒南的作品《坚持的愿景》的短片被认定为“政党政治电影”，因而被禁。这部纪录片的制作人，所有义安理工学院的讲师在事后递交了书面道歉，并取消本片在2001年4月新加坡国际电影节的放映。同时他们被告知他们可能会在法庭上受到指控。马丁思制作的短片《新加坡反叛者》因记录新加坡民主党领导人徐順全博士的公民不服从行为被禁止参加2005年新加坡国际电影节，马丁思因此正在接受调查。
但制作支持人民行动党的政治电影通常不受该法律限制。例如，亚洲新闻台在2005年关于新加坡人民行动党党首的由五部分组成的系列纪录片并不被视为政党政治电影。
拍摄涉及他国政党政治的电影亦可豁免。因此，迈克尔·摩尔的《华氏911》等电影不受此限，可在新加坡公映。